# Gabriele Gillen

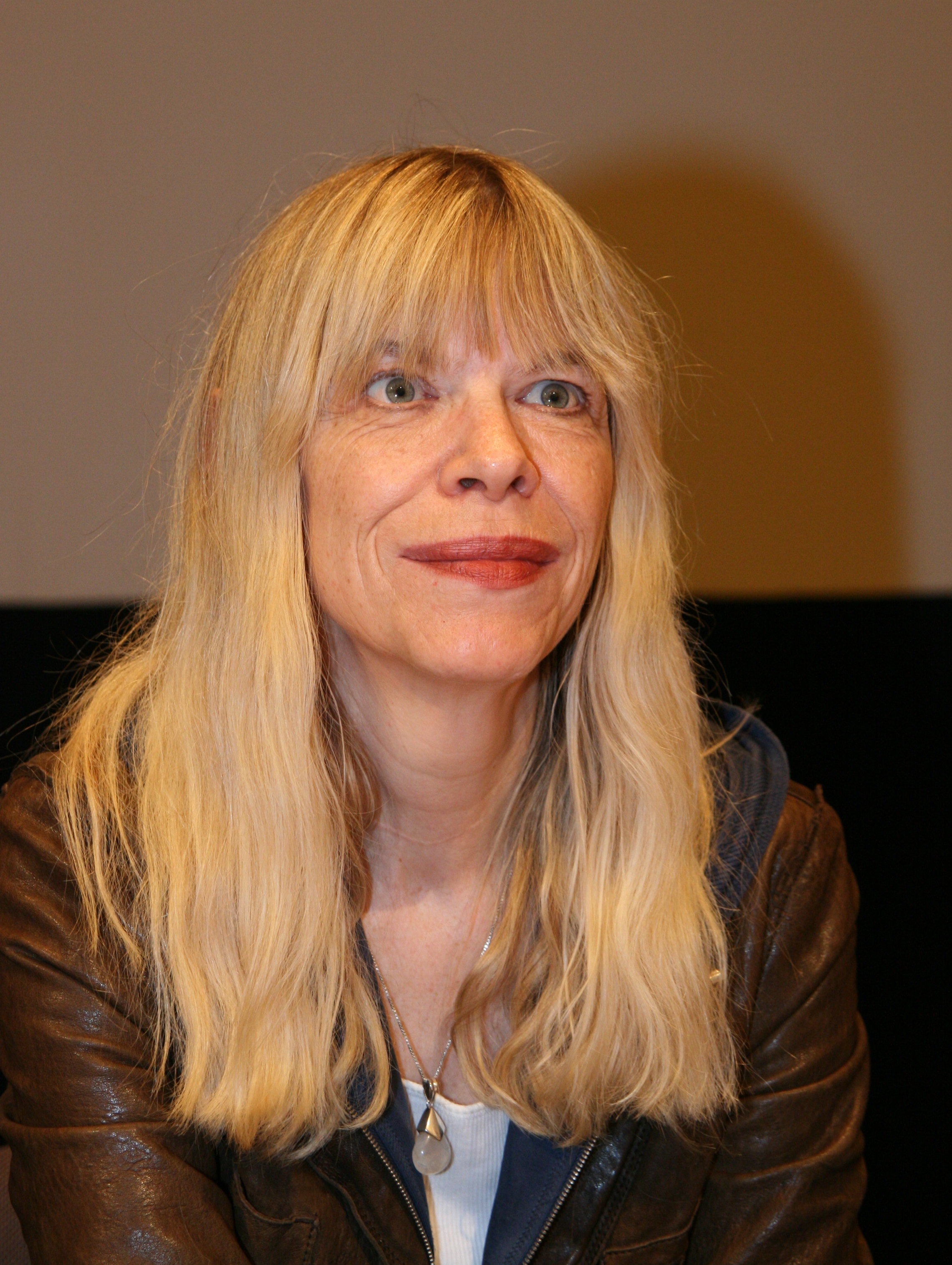
Gabriele Gillen 2008

Gabriele Gillen ist eine deutsche Journalistin, Buchautorin und Dramaturgin.

## Beruflicher Werdegang
Gabriele Gillen absolvierte die Kölner Schule – Institut für Publizistik und studierte Politik- und Theaterwissenschaften sowie einige Semester Medizin. Nach einem Zeitungsvolontariat wurde sie Redakteurin bei der Westfälischen Rundschau und ist seit 1988 Redakteurin für Politik und Kultur beim Westdeutschen Rundfunk. 2000 bis 2008 moderierte sie die WDR 3 Hörfunksendung Tageszeichen.
Gillen ist Mitglied im PEN-Zentrum Deutschland und seit Oktober 2022 Beisitzerin im PEN-Präsidium. Sie lebt in Köln und Berlin.

## Positionen
Am 14. September 2001 wurde auf WDR 5 und anschließend auf WDR 3 ihr Hörfunkessay „Der Preis der Lüge oder: Die Schatten der Geschichte“ ausgestrahlt, in dem sie die Mitschuld des Westens für die Terror-Anschläge vom 11. September 2001 darstellt:
„Der Umfang und die Heftigkeit der Anschläge gegen die USA mögen überraschend gewesen sein, doch überrascht es auch, dass die USA in diesen Zeiten das Opfer von gewalttätigen Attacken wird? Muss es uns wundern, dass in den durch Kriege und Armut und Umweltzerstörung verwüsteten Teilen der Erde nach einfachen Lösungen gerufen wird, nach Rache? Wollen wir nicht begreifen, dass der Terror nicht nur eine bösartige, sondern auch eine verzweifelte Antwort auf die Aufteilung der Welt in Arm und Reich, in Sklaven und Herrscher ist?“.

## Preise und Auszeichnungen
- 1983 gewann sie einen der Journalistenpreise der IG Druck und Papier für eine Serie über den Nationalsozialismus.
- 2006 erhielt sie für den Essay Der Preis der Lüge oder: Die Schatten der Geschichte die von der FDP verliehene Auszeichnung „Freigeist“.

## Projekte (Auswahl)
- Hoffmanns Comic Teater: Regieassistenz und Dramaturgie (1982–1985)
- „Zur Wahl: Menschenrechte“. Gala im Kölner Schauspielhaus (1998).
- „Heimatfront. Ein Abend zur Stärkung der Kampfmoral“ (Köln 2002).
- „Stupid White Men“. Szenische Lesung. Bearbeitung und Regie (2003).
- „Partisanen der Utopie“. Gesprächsreihe im Schauspielhaus Köln (2006/2007, gemeinsam mit Walter van Rossum).
- „Mülheim am Meer – Eine Stadt schreibt ein Theaterstück“. Projektleitung für das Theater an der Ruhr und für das Mülheimer Kulturzentrum Ringlokschuppen (2007–2009).
- „60 Jahre BRDDR – Deutschland zum Sechzigsten“. Gesprächsreihe im Schauspielhaus Köln (2009/2010, gemeinsam mit Hermann Theißen).
- „Optimismus ist nur ein Mangel an Information“ - Ein Theaterabend für Heiner Müller (Schauspielhaus Köln, Dezember 2009, gemeinsam mit Hermann Theißen).
- „Wir erinnern uns. Eine Zugabe.“ - Dramaturgie und Regie der Gedenkfeier für Ursula Karusseit am Theater am Rand (März 2019).
- „Der Schimmelreiter“ - Regieassistenz ab April 2019 (Inszenierung von Christian Schmidt für das Theater am Rand).

## Werke
- Unna unter dem Nazi-Regime in: Faschismus in Deutschland. Ursachen und Folgen. Verfolgung und Widerstand. Köln: Bund-Verlag, 1985, ISBN 3-7663-0880-7
- Gesinnungsurteil gegen Ingrid Strobl in: Blätter für deutsche und internationale Politik Köln: Pahl-Rugenstein Verlag, Juli 1989, ISBN 3-7609-1314-8
- Anschluss verpasst. Armut in Deutschland. Bonn: Dietz, 1992, ISBN 3-8012-3042-2 (mit Michael Möller)
- Tanz auf dem Vulkan. Geschichten über Gewalt. Bonn: Dietz, 1994, ISBN 3-8012-3054-6 (mit Michael Möller)
- Das Elend der Welt oder: Die Praxis des Gesundheitswesens in: In einem reichen Land Göttingen: Steidl, 2002, ISBN 3-88243-841-X
- Brief an eine ostdeutsche Freundin in: In einem reichen Land. Göttingen: Steidl, 2002, ISBN 3-88243-841-X
- Hartz IV – Eine Abrechnung. Reinbek: Rowohlt Taschenbuch Verlag, 2005, ISBN 3-499-62044-8
- Ausgehungert in: Wir schnallen den Gürtel enger (Häuptling Eigener Herd) Stuttgart: Edition Vincent Klink, 2005
- Wir hatten die Wahl. Erste Rückblicke auf unsere neue Regierung. Reinbek: Rowohlt Taschenbuch Verlag, 2005, ISBN 3-499-62135-5
- Froschköniginnen. Einblicke in ein artgerechtes Frauenleben. (Eine literarische Autobiographie.) Reinbek: Rowohlt, 2007, ISBN 978-3-498-02505-2
- Lachfalten sammeln in: Das Magazin Berlin: Seitenstraßen Verlag GmbH, Oktober 2007, ISSN 0460-5047
- Frauen. Das Universalkompendium. Berlin: Booklett, 2007, ISBN 978-3-940153-03-6
- Das Wunder der Liebe. Eine kleine Geschichte der sexuellen Revolution in: 1968. Die Revolte Frankfurt a. M.: S. Fischer, 2007, ISBN 978-3-10-010230-0
- Schwarzbuch Deutschland. Handbuch der vermissten Informationen. Reinbek: Rowohlt, 2009, ISBN 978-3-498-02504-5 (Hrsg., gemeinsam mit Walter van Rossum)
- Wo beginnt die Festung Europa. Eine Reise durch Köpfe und Kontinente in: Und das ist erst der Anfang. Deutschland und die Flüchtlinge Reinbek: Rowohlt Polaris, 2015, ISBN 978-3-499-63184-9
- Warum? Woher? Wohin? Menschen auf der Flucht in: Und das ist erst der Anfang. Deutschland und die Flüchtlinge Reinbek: Rowohlt Polaris, 2015, ISBN 978-3-499-63184-9
- Die Angst wird bald alles haben in Ossietzky, Ausgabe 16/17/2021
- Ich habe Angst – Gedanken zum Ukraine-Krieg in Ossietzky, Ausgabe 6/2022
- Krisen und Kampfzonen. Ossietzky-Sonderheft Sommer 2022 (Redaktion)
- Robert Blum – Es ist 5 Uhr und um 6 werde ich erschossen. Köln: Kiepenheuer & Witsch. Bibliothek der frühen Demokratinnen und Demokraten, 2023, ISBN 978-3462500042
- Schlepper werden in Ossietzky, Ausgabe 21/2023